# Ramificar e limitar

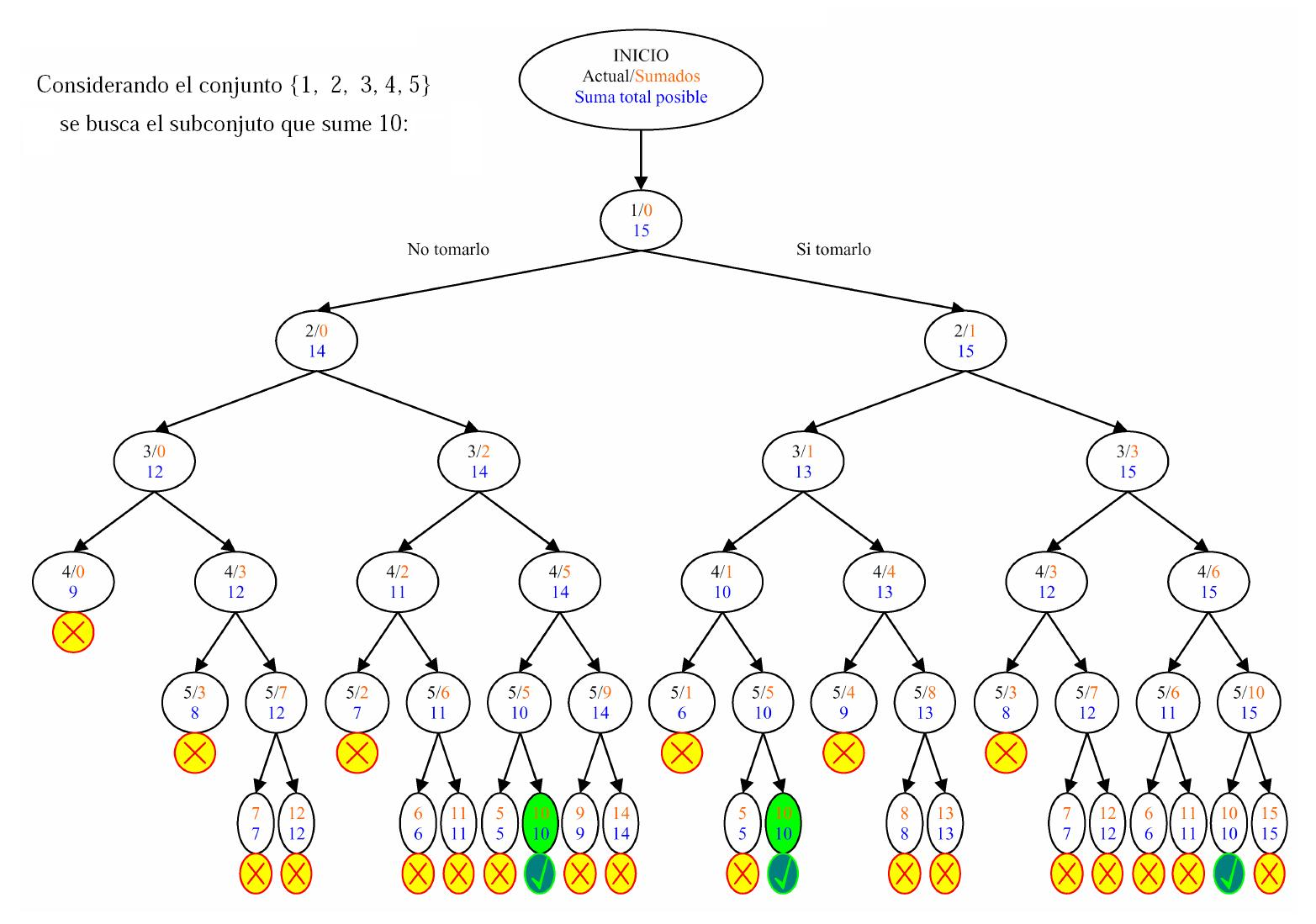
Uma imagem representando Branch and bound

O método de Ramificar e limitar (em inglês, Branch and bound) é um algoritmo para encontrar soluções ótimas para vários problemas de otimização, especialmente em otimização combinatória. Consiste em uma enumeração sistemática de todos os candidatos a solução, através da qual grandes subconjuntos de candidatos infrutíferos são descartados em massa utilizando os limites superior e inferior da quantia otimizada.
O método foi proposto por A. H. Land e A. G. Doig em 1960 para programação discreta. É utilizado para vários problemas NP-completos como o problema do caixeiro viajante e o problema da mochila.